# Tinzlturm

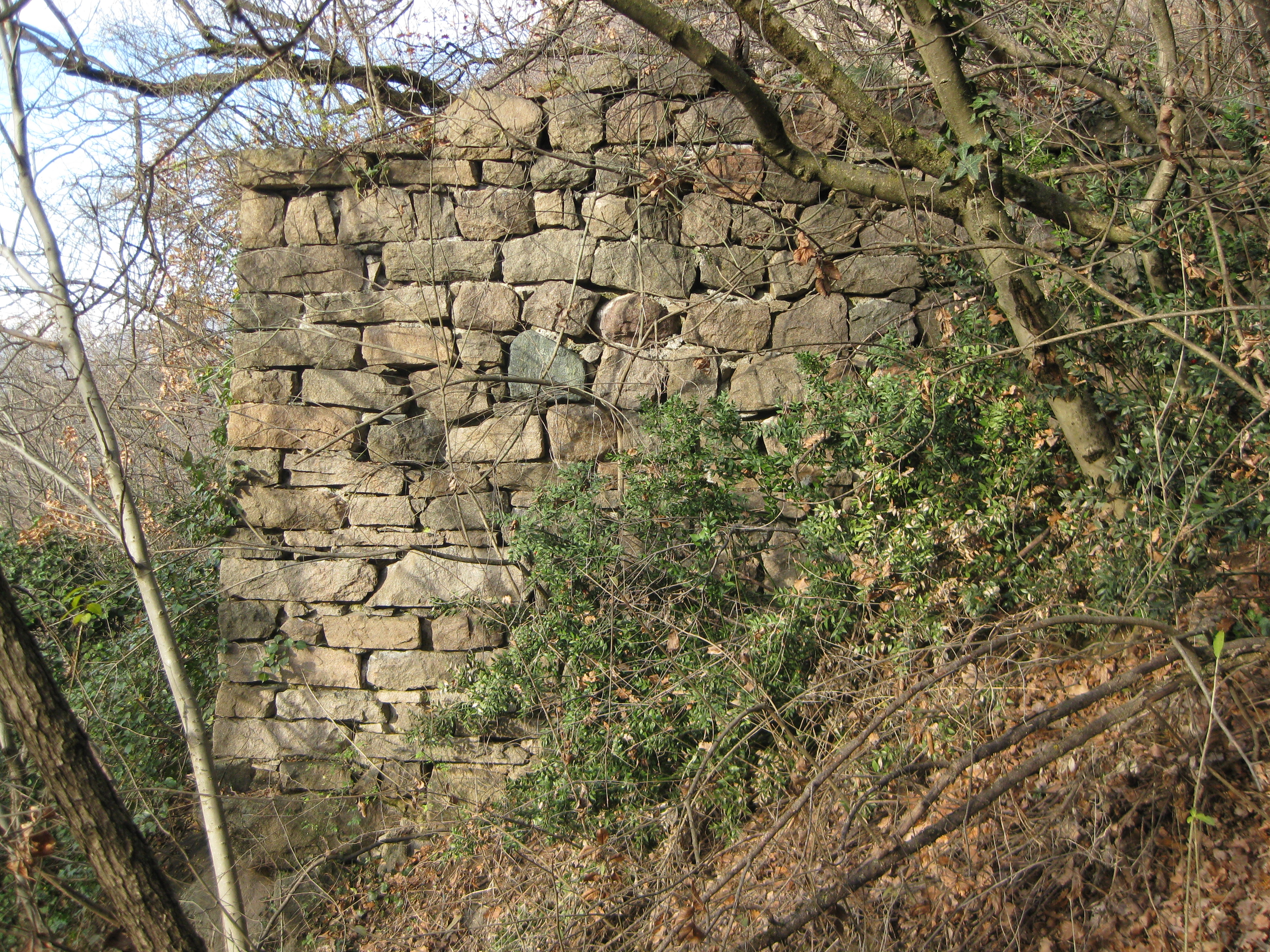
Südmauer des Tinzlturms

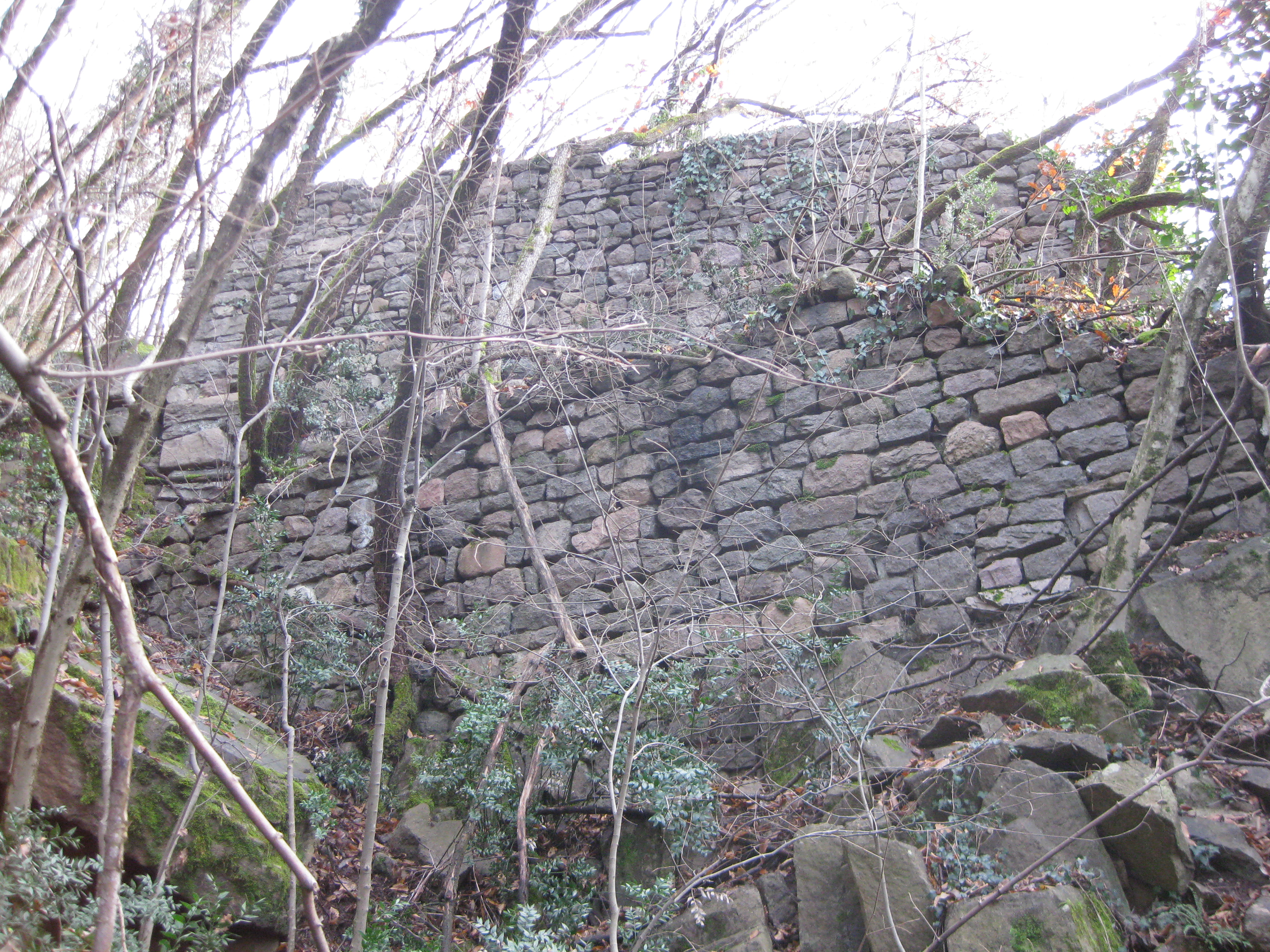
Nordmauer der Ruine

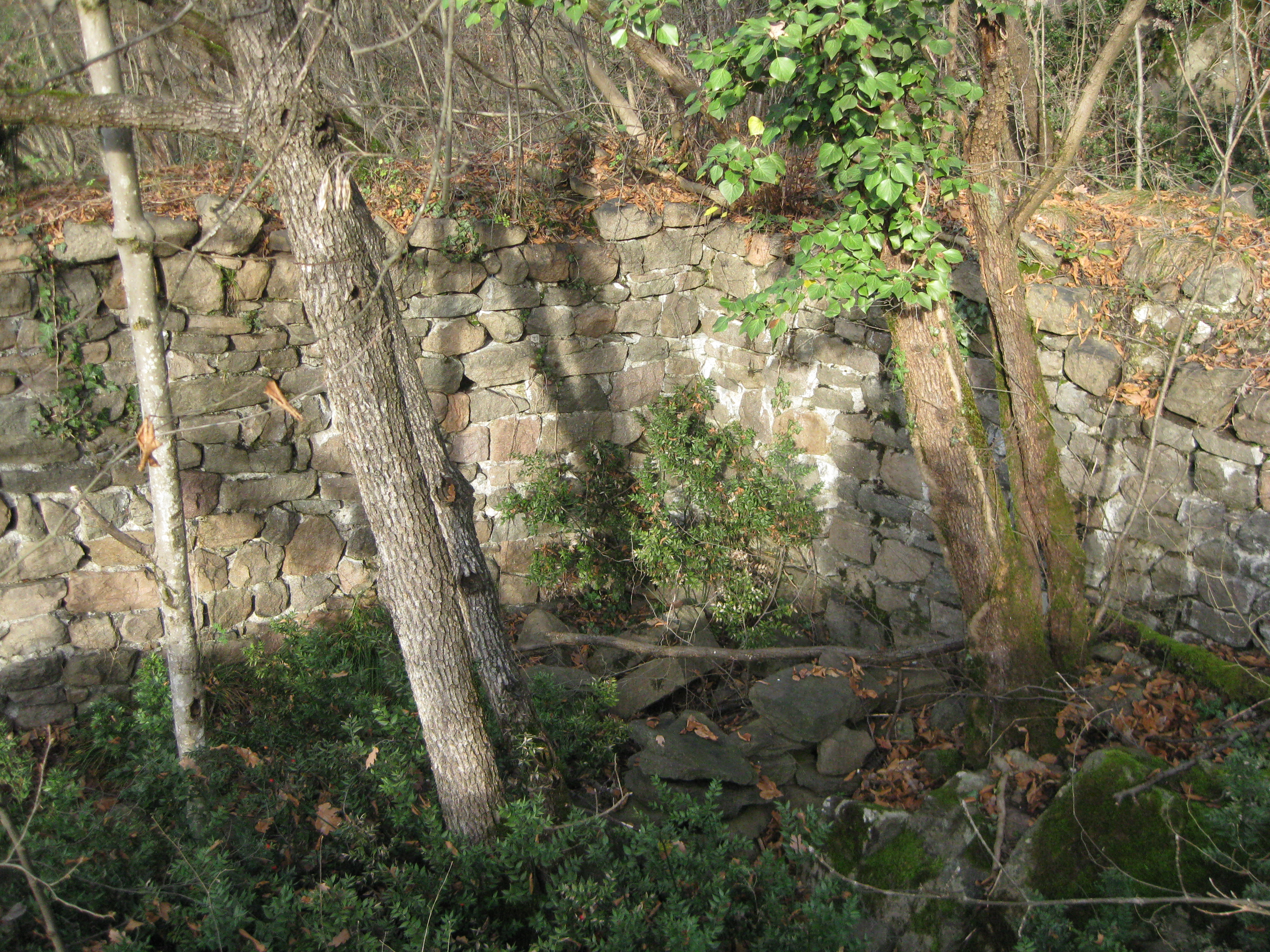
Blick ins Innere

Als Tinzlturm (auch Turm an der Tinzlleiten oder Dinzlleiten genannt) werden Überreste eines Bauwerks zwischen St. Jakob und Steinmannwald in der Südtiroler Gemeinde Leifers bezeichnet. Ursprünglicher Name und Geschichte des von der Vegetation überwucherten Turmstumpfs sind unbekannt.

## Bauwerk
Die Überreste des Tinzlturms befinden sich nahe bei einer alten Kreuzung zweier nicht mehr existierender Wege: der alten Straße von Leifers nach Bozen entlang des Berghangs und des inzwischen völlig verwachsenen Steigs von St. Jakob hinauf zum Bergweiler Seit. Die etwas erhöht über dem Talboden gelegene Ruine besitzt einen quadratischen Grundriss. Die bis zu 1,6 m starken Mauern haben eine Länge von etwa 8,5 m. Das Mauerwerk ragt talseitig noch etwa 3 m hoch auf und sitzt auf einem vorstehenden Porphyrfelskopf. Der Eingang scheint sich in erhöhter Position befunden zu haben.

## Forschungsgeschichte
Eine erste knappe Beschreibung des Bauwerks stammt von Peter Eisenstecken, der 1929 einen Beitrag zu „verschollenen Burgen“ im Raum Bozen in der Monatszeitschrift für Südtiroler Landeskunde „Der Schlern“ publizierte. Er beschrieb darin Lage und Ausmaße des von Gestrüpp überwachsenen Turmstumpfs, den er bei einem Jagdausflug entdeckt hatte. Josef Weingartner, dem Eisenstecken Photographien zukommen ließ, datierte das Mauerwerk auf das 12. oder 13. Jahrhundert. Auf Eisensteckens Vorarbeit basiert auch eine kurze Beschreibung, die Georg Innerebner 1944 in einem Zeitungsartikel veröffentlichte.
1978 wurde der Baubestand unter Denkmalschutz gestellt.
Georg Tengler und Josef Nössing besorgten 1983 eine gründliche Vermessung der Ruine, deren „Geheimnis bis heute leider nicht gelüftet“ sei, und ließen Grundriss und Ansichten anfertigen, die 1998 in einem heimatkundlichen Buch zur Stadt Leifers publiziert wurden. Tengler vermerkte in seinem Beitrag, dass eine Deutung des Gemäuers als alter Wachturm vermutet werden könne, der im Zusammenhang mit der alten Wegkreuzung zu sehen sei.
Thomas Bitterli-Waldvogel verzeichnete den Tinzlturm in seiner 1995 erschienenen Südtiroler Burgenkarte mit dem Hinweis, dass „keine urkundlichen Nachrichten über Namen und Geschichte“ vorlägen. Im mehrbändigen Tiroler Burgenbuch fand das Bauwerk hingegen keine Erwähnung.